# Annavölgy
Annavölgy är ett mindre samhälle i provinsen Komárom-Esztergom i Ungern. År 2019 hade Annavölgy totalt 919 invånare.